# Міста Афганістану

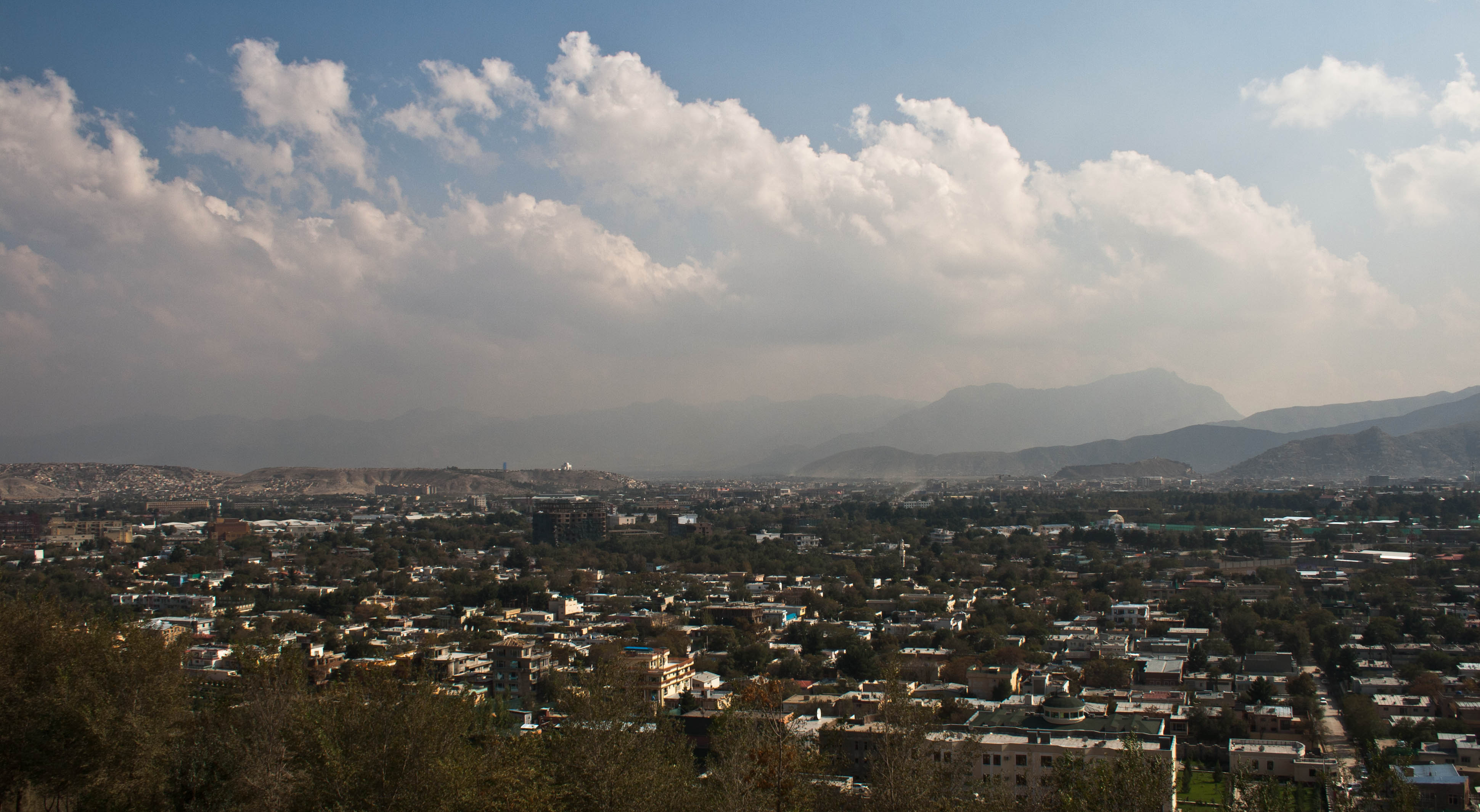
Район Кабулу, єдиного міста в Афганістані з населенням більше 1 мільйону

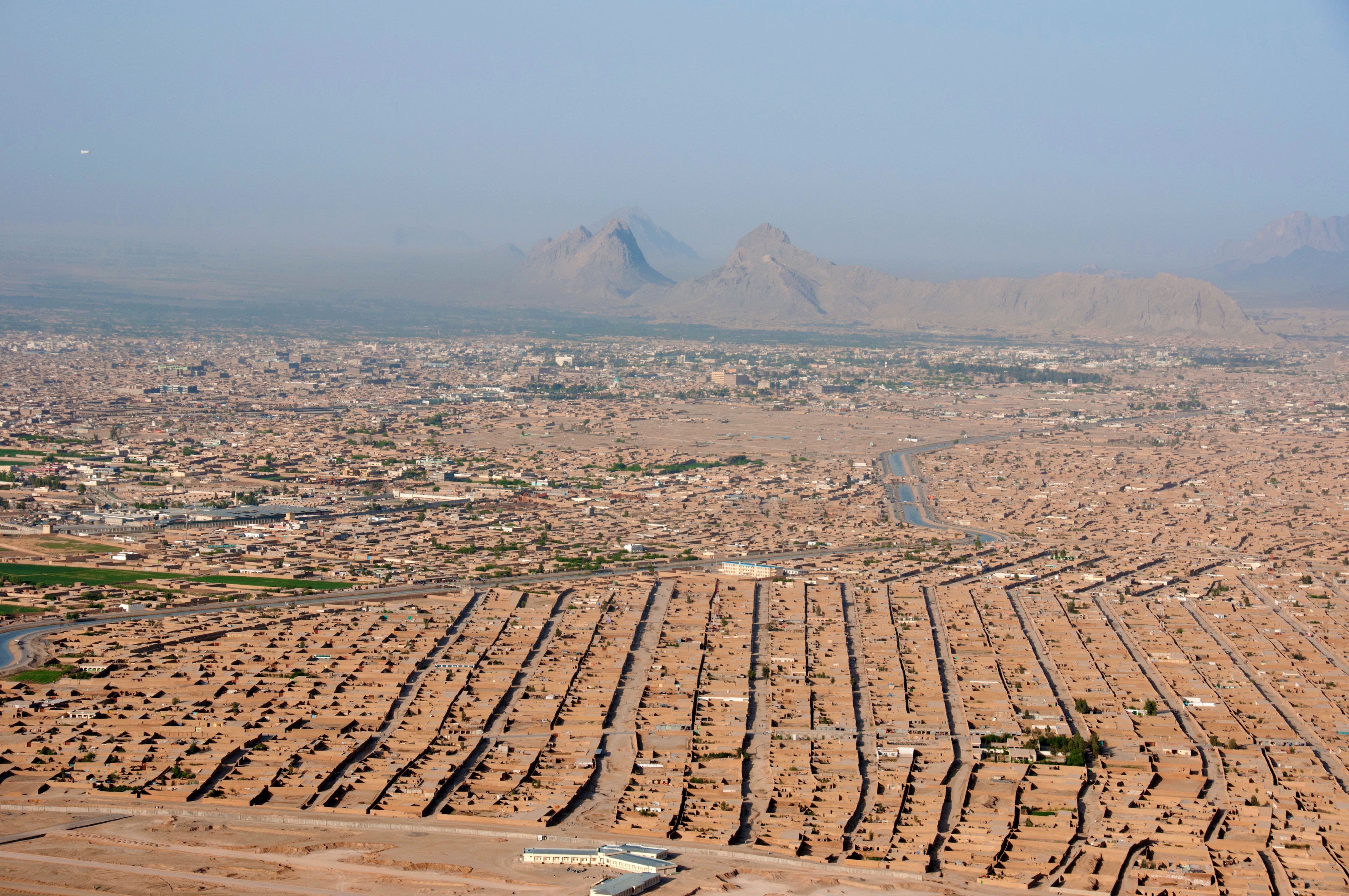
Вигляд з повітря Кандагару, другого найбільшого міста в Афганістані

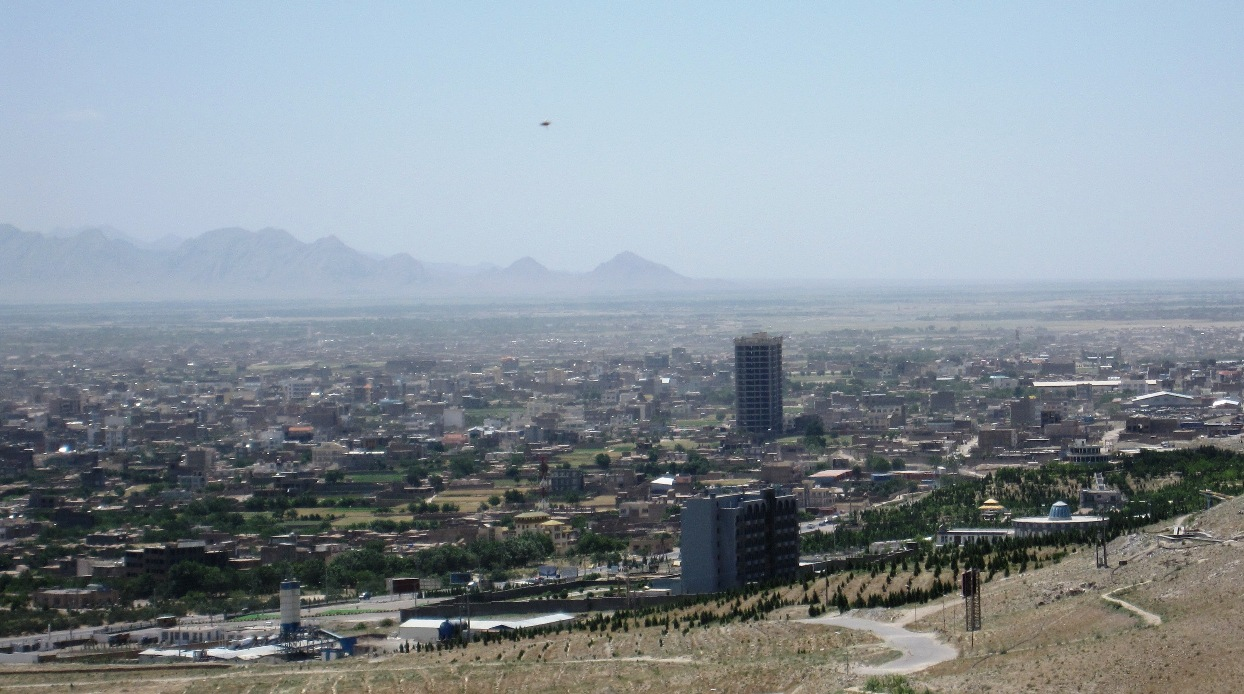
Герат, третє найбільше місто, розташоване на заході країни

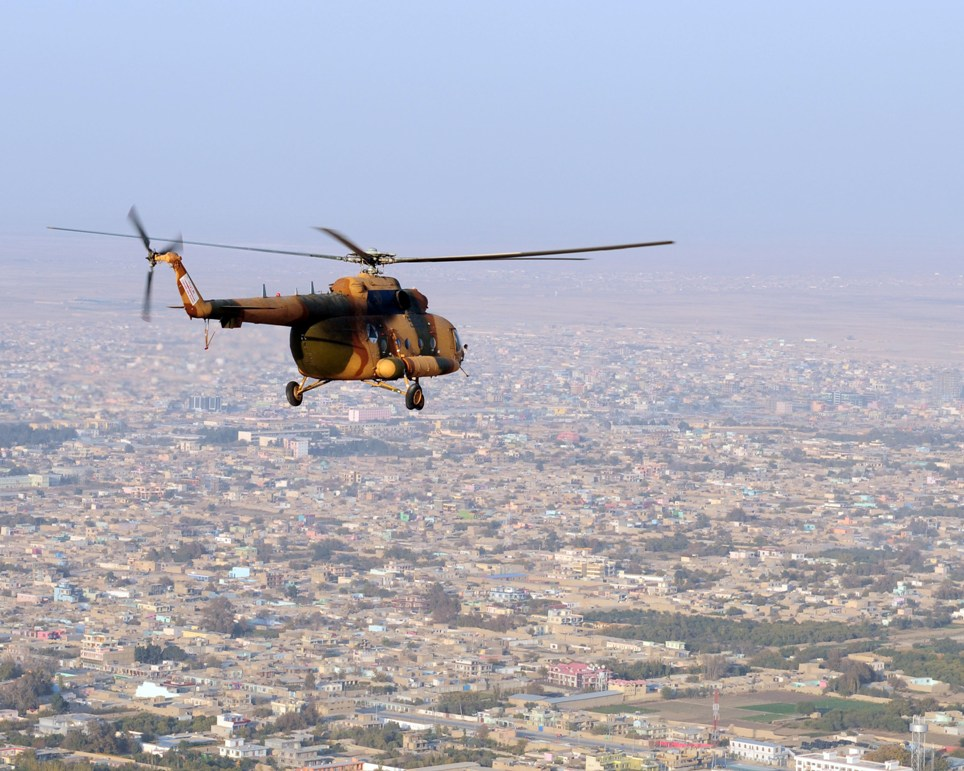
Мазарі-Шариф, четверте за розміром місто, розташоване на півночі країни

Єдине місто в Афганістані з населенням більше 1 мільйону — це столиця країни Кабул. Відповідно до даних ЦРУ населення Афганістану складало на 2011 рік 31 822 848 осіб, з яких близько 6 мільйонів жителі міст, а інші живуть у сільській місцевості.

## Список
Список налічує 19 міст Афганістану з населенням більшим за 100 тисяч, ранжовані за чисельністю населення.
| Назва        | Населення |
| ------------ | --------- |
| Кабул        | 3,289,000 |
| Кандагар     | 491,500   |
| Герат        | 436,300   |
| Мазарі-Шариф | 368,100   |
| Кундуз       | 304,600   |
| Талукан      | 219,000   |
| Джелалабад   | 206,500   |
| Пулі-Хумрі   | 203,600   |
| Чарикар      | 171,200   |
| Шиберган     | 161,700   |
| Газні        | 157,600   |
| Сарі-Пуль    | 150,700   |
| Хост         | 133,700   |
| Чагчаран     | 131,800   |
| Мехтарлам    | 126,000   |
| Фарах        | 108,400   |
| Пулі-Алам    | 102,700   |
| Айбак        | 100,500   |
| Лашкаргах    | 100,200   |

## Галерея

Зображення менших афганістанських міст
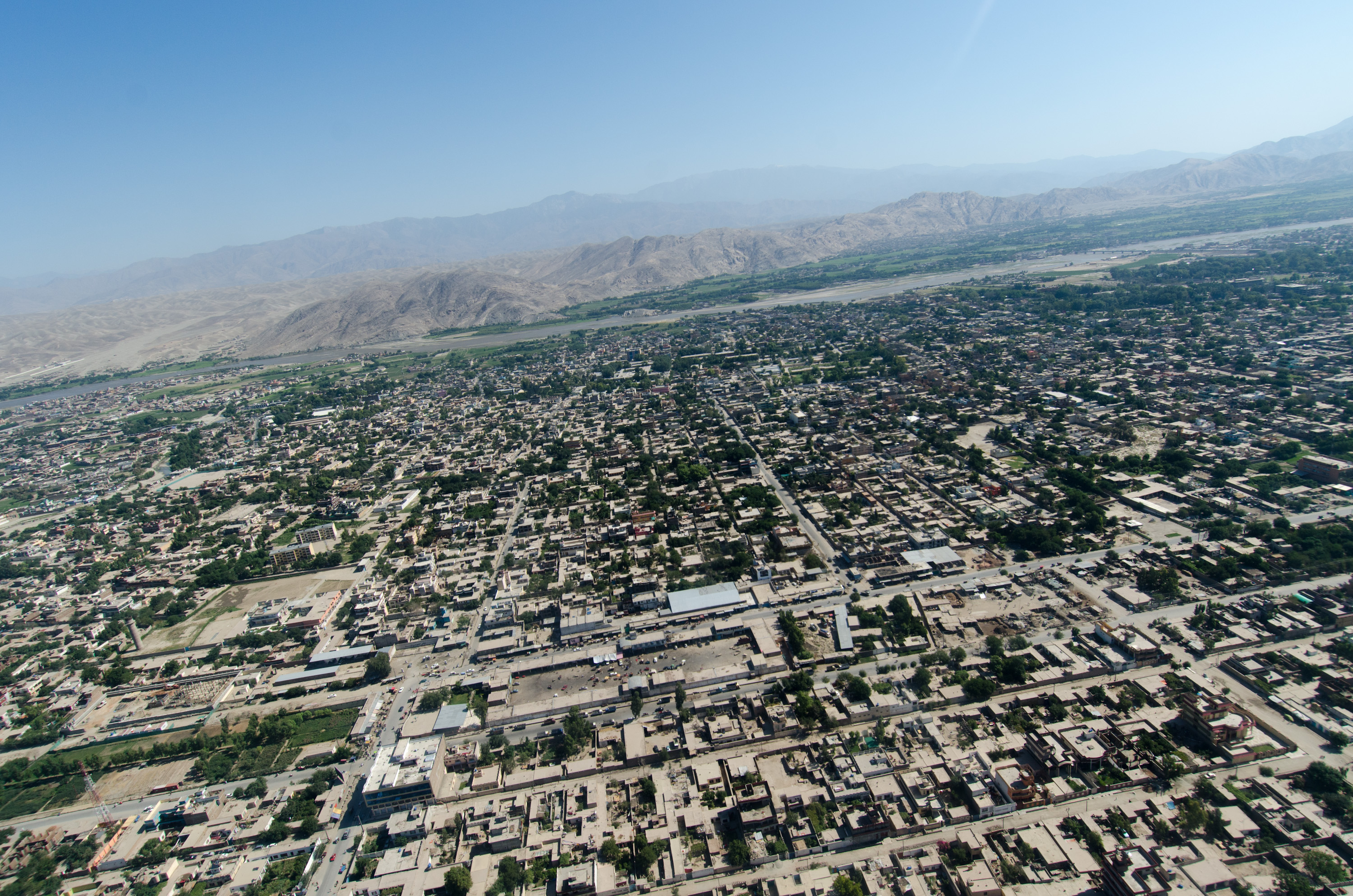
Джелалабад,  адміністративний центр провінції Нангархар на сході країни
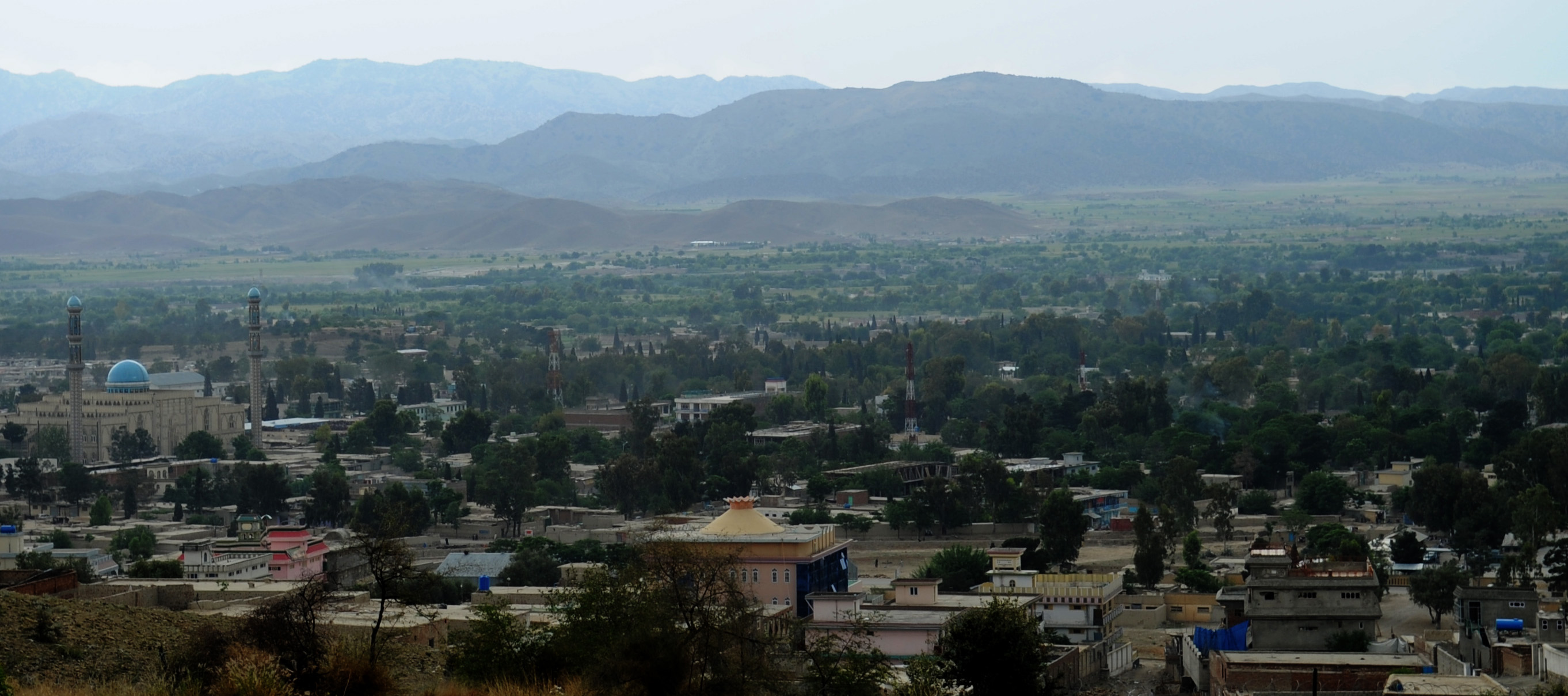
Хост, адміністративний центр провінції Хост на сході країни
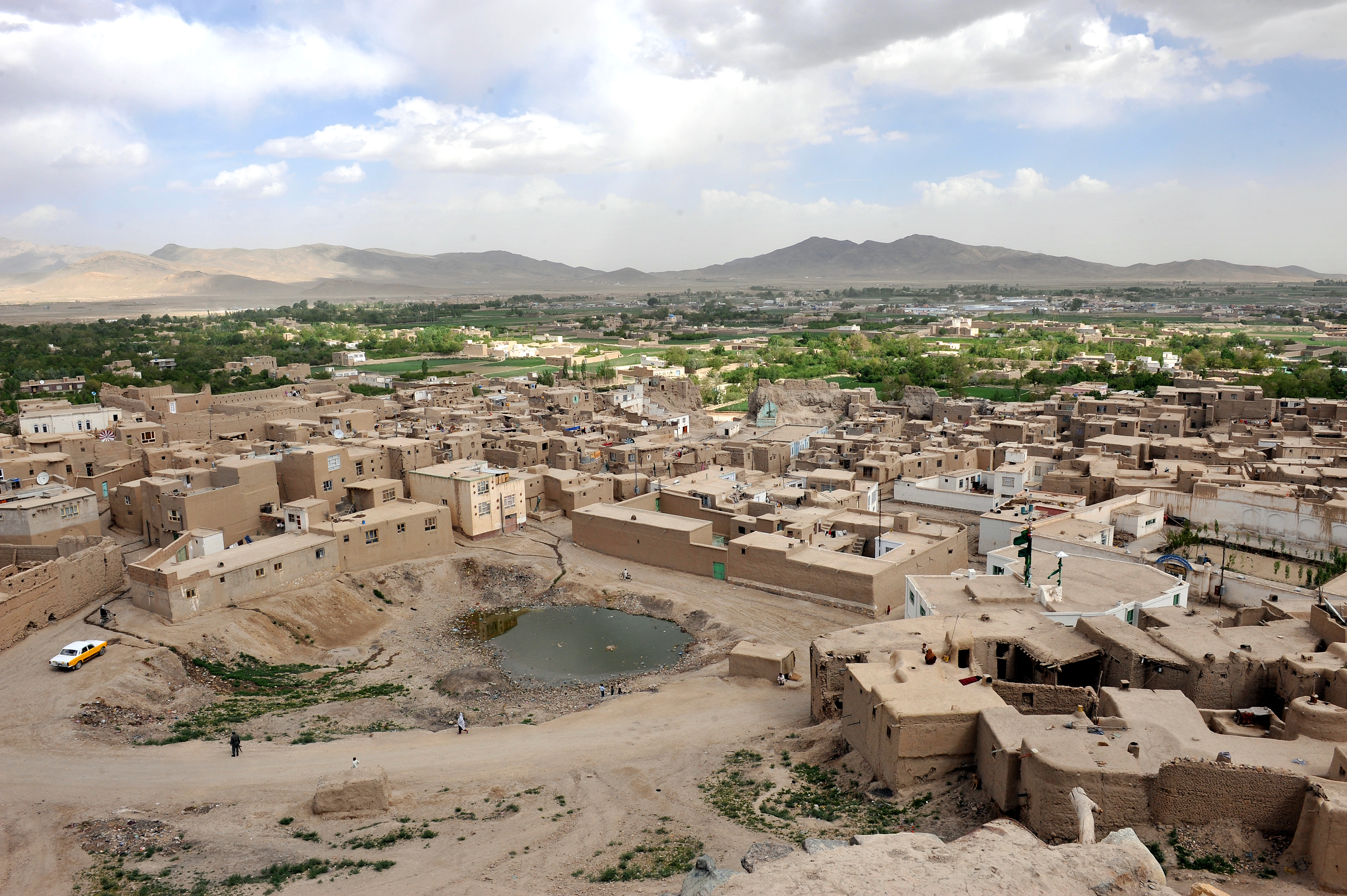
Section of Газні, адміністративний центр провінції Газні
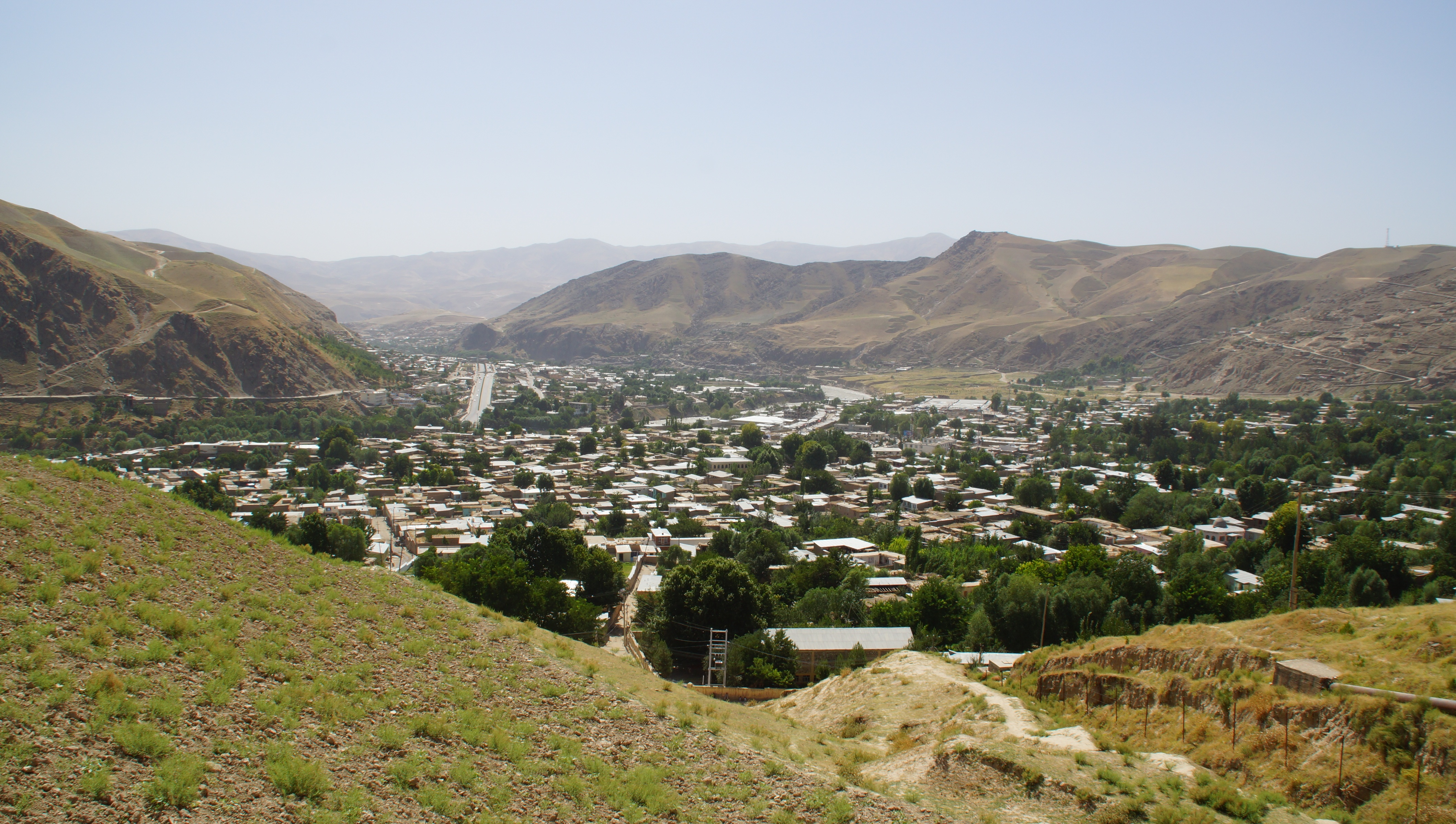
Файзабад, адміністративний центр провінції Бадахшан
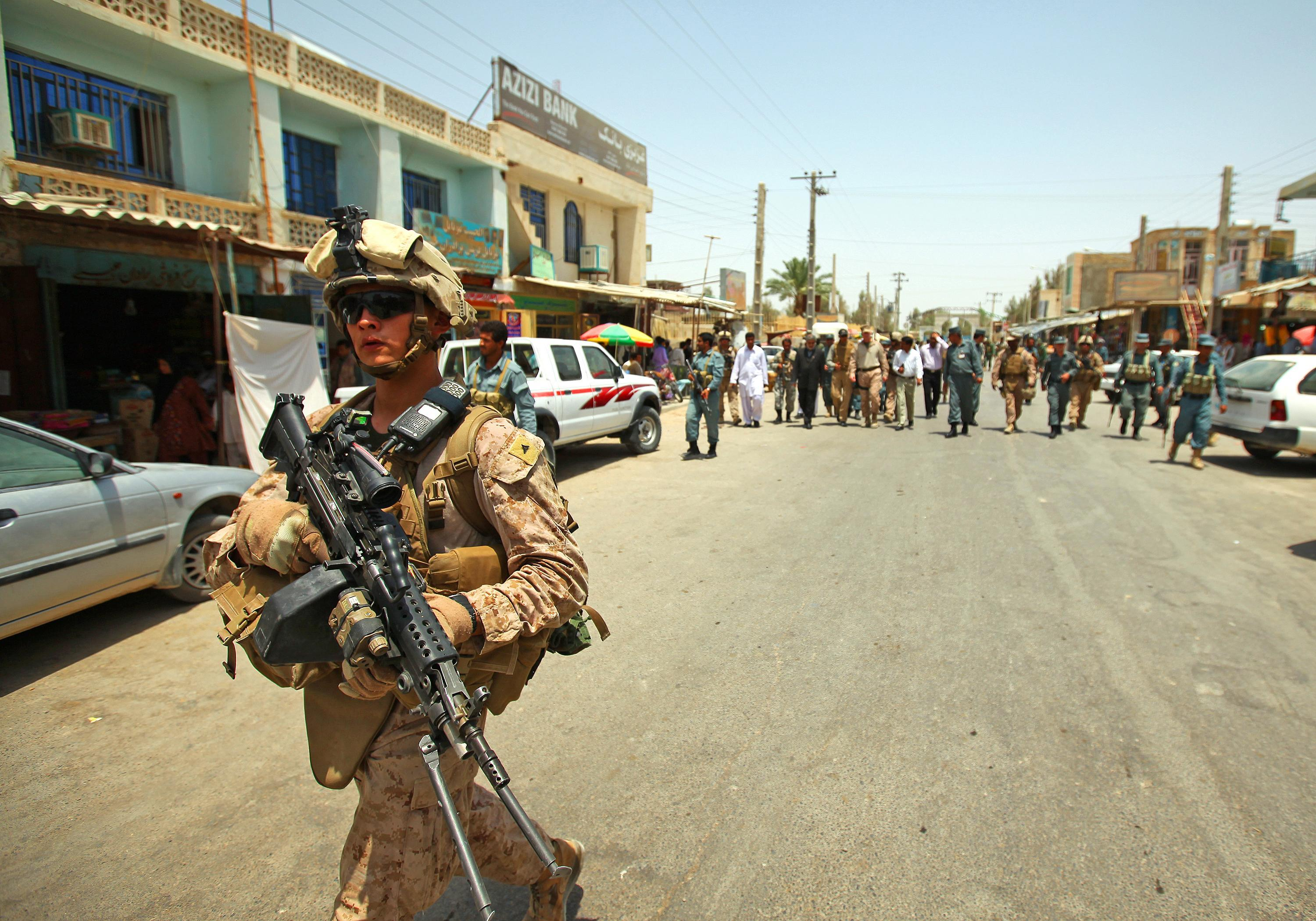
Зарандж, адміністративний центр провінції Німруз на південному заході країни
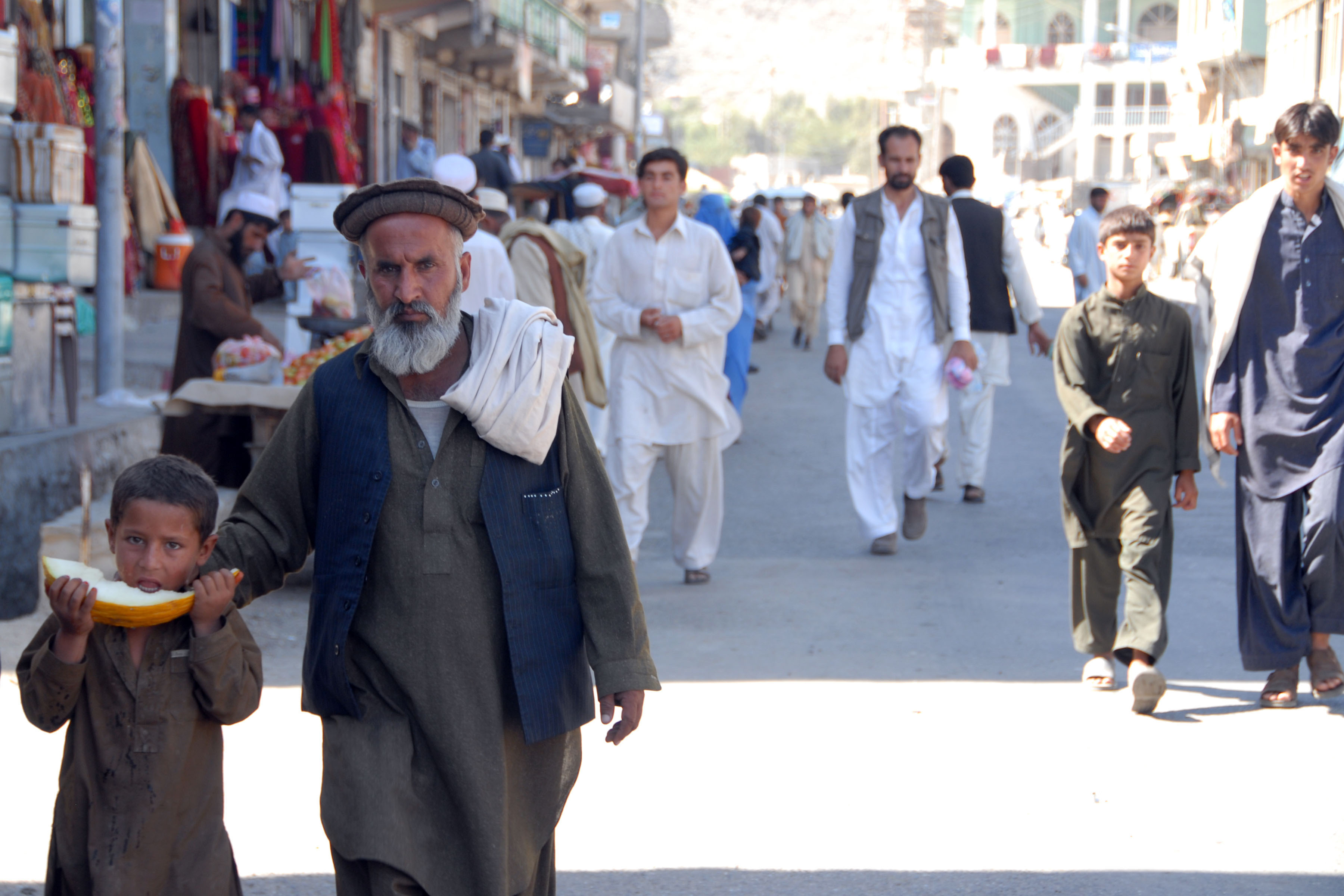
Асадабад, адміністративний центр провінції Кунар на сході Афганістану